# Lista de estações da tranvia de Ayacucho
Esta é uma lista que inclui todas as estações em operação da Tranvía de Ayacucho.

## Estações
| Nome                  | Inauguração           | Município | Integração | Posição    | Latitude      | Longitude     |
| --------------------- | --------------------- | --------- | ---------- | ---------- | ------------- | ------------- |
| San Antonio           | 20 de outubro de 2015 | Medellín  |            | Superfície | 06° 14' 50" N | 75° 34' 11" O |
| San José              | 20 de outubro de 2015 | Medellín  |            | Superfície | 06° 14' 50" N | 75° 33' 55" O |
| Pabellón del Agua EPM | 20 de outubro de 2015 | Medellín  | -          | Superfície | 06° 14' 44" N | 75° 33' 43" O |
| Bicentenario          | 20 de outubro de 2015 | Medellín  | -          | Superfície | 06° 14' 38" N | 75° 33' 31" O |
| Buenos Aires          | 20 de outubro de 2015 | Medellín  | -          | Superfície | 06° 14' 29" N | 75° 33' 14" O |
| Miraflores            | 20 de outubro de 2015 | Medellín  | -          | Superfície | 06° 14' 29" N | 75° 32' 56" O |
| Loyola                | 20 de outubro de 2015 | Medellín  | -          | Superfície | 06° 14' 20" N | 75° 32' 42" O |
| Alejandro Echavarría  | 20 de outubro de 2015 | Medellín  | -          | Superfície | 06° 14' 08" N | 75° 32' 30" O |
| Oriente               | 20 de outubro de 2015 | Medellín  |            | Superfície | 06° 13' 59" N | 75° 32' 25" O |